# Nuoto ai Giochi della XXXIII Olimpiade - 800 metri stile libero maschili
La gara di nuoto degli 800 metri stile libero maschili dei Giochi della XXXIII Olimpiade di Parigi è stata disputata il 29 e il 30 luglio 2024 presso l'Olympic Aquatics Centre alla Paris La Défense Arena.

## Record
Prima della competizione il record del mondo e il record olimpico erano i seguenti:
| Record mondiale | 7'32"12 | Zhang Lin Cina            | 29 luglio 2009 Roma, Italia    |
| Record olimpico | 7'41"28 | Mychajlo Romančuk Ucraina | 27 luglio 2021 Tokyo, Giappone |

## Programma
| Data           | Ora (UTC+1) | Turno    |
| -------------- | ----------- | -------- |
| 29 luglio 2024 | 10:00       | Batterie |
| 30 luglio 2024 | 20:03       | Finale   |

## Risultati

### Batterie
| Pos. | Batteria | Corsia | Atleta               | Nazionalità | Tempo   | Note |
| ---- | -------- | ------ | -------------------- | ----------- | ------- | ---- |
| 1    | 4        | 5      | Daniel Wiffen        | Irlanda     | 7'41"53 | Q    |
| 2    | 3        | 2      | Ahmed Jaouadi        | Tunisia     | 7'42"07 | Q    |
| 3    | 3        | 3      | Gregorio Paltrinieri | Italia      | 7'42"48 | Q    |
| 4    | 4        | 3      | Elijah Winnington    | Australia   | 7'42"86 | Q    |
| 5    | 3        | 4      | Robert Finke         | Stati Uniti | 7'43"00 | Q    |
| 6    | 3        | 5      | Sven Schwarz         | Germania    | 7'43"67 | Q    |
| 7    | 3        | 7      | Luca De Tullio       | Italia      | 7'44"07 | Q    |
| 8    | 2        | 8      | David Aubry          | Francia     | 7'44"59 | Q    |
| 9    | 4        | 4      | Samuel Short         | Australia   | 7'46"83 |      |
| 10   | 3        | 8      | Fei Liwei            | Cina        | 7'47"11 |      |
| 11   | 2        | 4      | Kuzey Tunçelli       | Turchia     | 7'47"29 |      |
| 12   | 4        | 6      | Florian Wellbrock    | Germania    | 7'47"91 |      |
| 13   | 1        | 6      | Felix Auböck         | Austria     | 7'48"49 |      |
| 14   | 2        | 7      | Zalán Sárkány        | Ungheria    | 7'48"90 |      |
| 15   | 4        | 2      | Luke Whitlock        | Stati Uniti | 7'49"26 |      |
| 16   | 3        | 1      | Victor Johansson     | Svezia      | 7'49"47 |      |
| 17   | 3        | 6      | Mychajlo Romančuk    | Ucraina     | 7'49"75 |      |
| 18   | 1        | 3      | Carlos Garach        | Spagna      | 7'50"07 |      |
| 19   | 1        | 7      | Lucas Henveaux       | Belgio      | 7'51"51 |      |
| 20   | 4        | 7      | Guilherme da Costa   | Brasile     | 7'54"41 |      |
| 21   | 4        | 8      | Zhang Zhanshuo       | Cina        | 7'54"44 |      |
| 22   | 1        | 5      | Ilia Sibirtsev       | Uzbekistan  | 7'56"67 |      |
| 23   | 2        | 3      | Pacome Bricout       | Francia     | 7'57"32 |      |
| 24   | 2        | 2      | Jon Joentvedt        | Norvegia    | 7'59"16 |      |
| 25   | 2        | 1      | Henrik Christiansen  | Norvegia    | 8'00"55 |      |
| 26   | 2        | 5      | Dimitrios Markos     | Grecia      | 8'01"37 |      |
| 27   | 4        | 1      | Marwan El-Kamash     | Egitto      | 8'07"00 |      |
| 28   | 1        | 2      | Nguyễn Huy Hoàng     | Vietnam     | 8'08"39 |      |
| 29   | 2        | 6      | Alfonso Mestre       | Venezuela   | 8'12"03 |      |
| 30   | 1        | 4      | Vlad Stancu          | Romania     | 8'20"78 |      |
| 31   | 1        | 1      | Théo Druenne         | Monaco      | 8'25"01 |      |

### Finale
| Pos.    | Corsia | Atleta               | Nazionalità | Tempo   | Note |
| ------- | ------ | -------------------- | ----------- | ------- | ---- |
| Oro     | 4      | Daniel Wiffen        | Irlanda     | 7'38"19 |      |
| Argento | 2      | Robert Finke         | Stati Uniti | 7'38"75 |      |
| Bronzo  | 3      | Gregorio Paltrinieri | Italia      | 7'39"38 |      |
| 4       | 5      | Ahmed Jaouadi        | Tunisia     | 7'42"83 |      |
| 5       | 7      | Sven Schwarz         | Germania    | 7'43"59 |      |
| 6       | 8      | David Aubry          | Francia     | 7'43"59 |      |
| 7       | 1      | Luca De Tullio       | Italia      | 7'46"16 |      |
| 8       | 6      | Elijah Winnington    | Australia   | 7'48"36 |      |